# Nicola II di Alessandria
Papa Nicola II (... – 1276), è stato papa e patriarca greco-ortodosso di Alessandria e di tutta l'Africa tra il 1263 e il 1276.
Risiedette a Costantinopoli. Come riportato da Pachimere, prese le parti di Arsenio di Costantinopoli, fatto deporre con un sinodo da Michele Paleologo, e avrebbe preso tanto a cuore gli interessi del prelato da rifiutarsi fino alla morte di comunicarsi con chi aveva partecipato alla sua deposizione.